# Тараканов, Александр Иванович (военный)
Александр Иванович Тараканов (род. 1935, Патерево, Ярославский район) — советский военный деятель, генерал-лейтенант авиации.

## Биография
Родился в 1935 году в деревне Патерево. Член КПСС.
С 1953 года — на военной службе, общественной и политической работе. В 1953—1992 гг. — выпускник Балашовского военного авиационного училища летчиков, служил в Дальней авиации, выпускник 29-х Центральных курсов подготовки летного состава Дальней авиации, выпускник Военно-воздушной академии в Монино, командир эскадрильи, полка, дивизии, выпускник Военной академии Генерального штаба, командир тяжелобомбардировочного корпуса, командующий 46-й воздушной армией Верховного главнокомандования, начальник командного факультета Военно-воздушной академии им. Ю. А. Гагарина.
Делегат XXVII съезда КПСС. С конца 1990-х годов живёт в Москве.